# Källagården

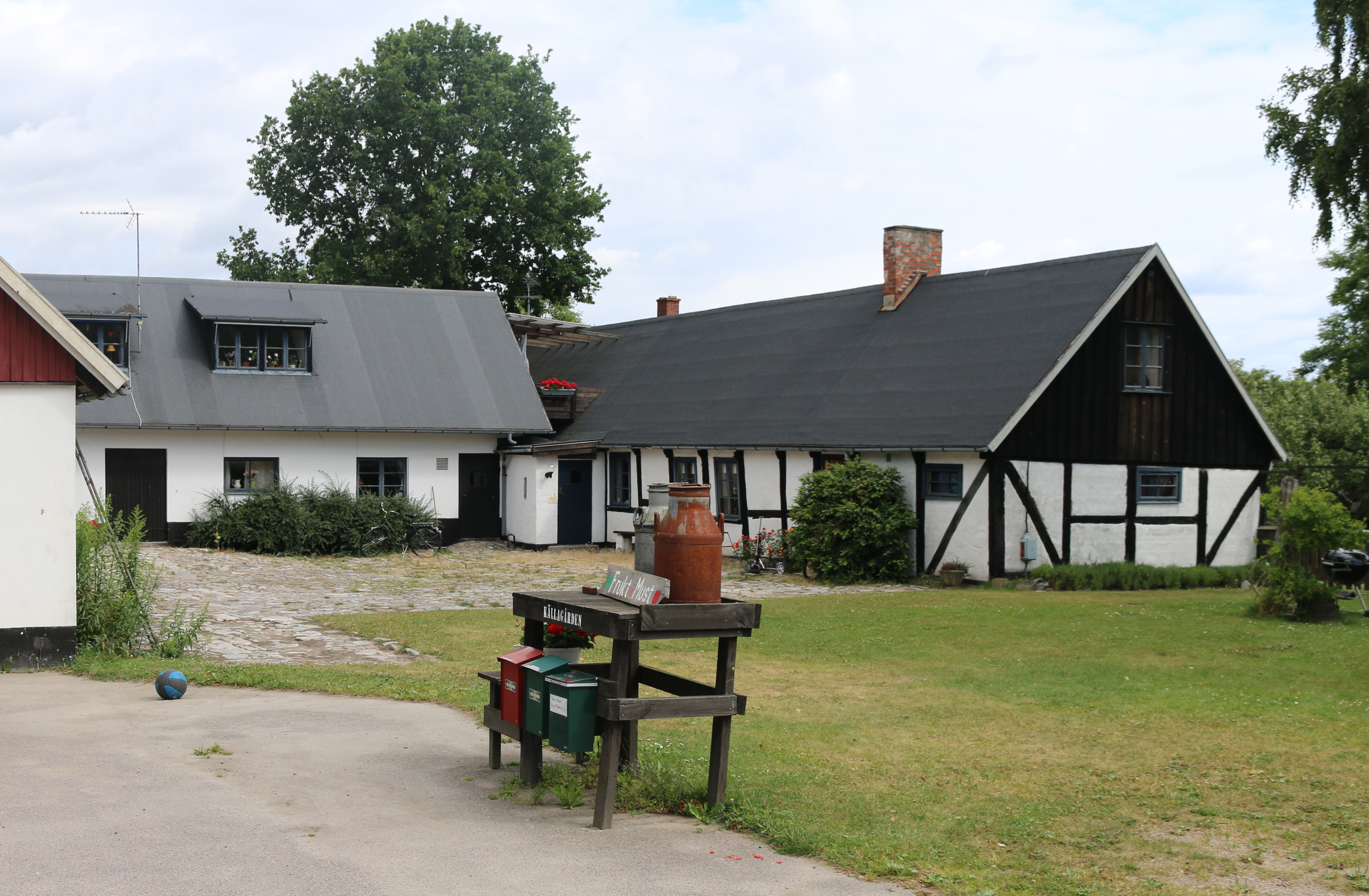
Källagården

Källagården är en gammal korsvirkesgård uppförd år 1721 i Brösarp på Österlen i Skåne. År 1949 fick gården sitt nuvarande namn av Greta och Yngve Andersson. Ett naturligt namn på gården eftersom där finns källor som bland annat gav byn Brösarp dricksvatten tidigare. Gården låg ursprungligen intill Brösarps Gästgivaregård nere i de centrala delarna av byn, men flyttades till sitt nuvarande läge vid storskiftet under mitten av 1800-talet.
I dag driver Jörgen Andersson fruktodling och odlar äpplen, päron, körsbär, vinbär och plommon på gården. Han var även en av pionjärerna inom svensk konstbevattning.
Fruktodlingen omfattar i dag cirka 23 hektar äpple, 1 hektar päron, 2 hektar plommon och ett knappt hektar körsbär. Av äpplena är det Aroma och Ingrid Marie som dominerar, vidare följt av Mutsu (Vinterguld), Discovery (Rödnos), Summerred, samt de gamla sorterna Gravensteiner, Signe Tillisch, Katja, Kim och det sena vinteräpplet Gloster. De päronsorter som odlas på Källagården idag är Pierre Corneille, Charneu, Conferense och Alexander Lucas. Av plommon finns numera bara den senmognande Monark och den nya Jubileum.
På 1970-talet låg Källagården i långdragna marktvister med Tomelilla kommun som ville köpa stora delar av gården för att anlägga motell, stugby, golfbana, husvagnscamping, eluppvärmda fotbollsplaner, plastskidbacke m.m. Dessa vilda idéer gav Hasse Alfredson och Tage Danielsson "Deutschneyland"-idén till filmen "Äppelkriget" som spelades in i trakten.
När boken "Bröderna Lejonhjärta" av Astrid Lindgren filmatiserades valde man att förlägga delar av "Nangijala" på Källagården. Man byggde då upp Körsbärsdalen och Ryttargården i östra delarna av odlingen som gränsar till Brösarps backar, med de gamla äppelträden som försetts med körsbärsblommor i plast som bakgrund.